# 藤村義朗 (政治家)
藤村 義朗（ふじむら よしろう、明治3年旧暦12月4日（1871年1月24日） - 1933年（昭和8年）11月27日）は、日本の実業家、政治家。爵位は男爵。幼名は狐狸馬。
三井物産取締役、貴族院議員、逓信大臣などを歴任した。

## 来歴

### 生い立ち
本籍熊本県。貴族院議員・男爵、藤村紫朗の長男として京都で生まれる。1885年（明治18年）1月、山梨県立徽典館中学校を卒業し、細川護成の学友として、同年4月、イギリスに留学。ケンブリッジ大学セント・ジョンズ・カレッジ卒業。1892年（明治25年）2月に帰国。

### 実業界・政界にて
九州学院（熊本済々黌）教授を経て、1894年（明治27年）4月、三井鉱山会社に入社し修業生となる。以後、庶務課勤務、本店事務員、兼三井物産参事などを務めた。1898年（明治31年）1月、三井物産に移り、参事、秘書課主任、船舶課主任、口之津支店長、船舶部長、ロンドン支店勤務、同支店長心得、本店勤務、本部参事、人事課長兼調査課長、上海支店長などを歴任。1918年（大正7年）1月、取締役となった。
1909年（明治42年）2月、父の死去に伴い男爵を襲爵。1916年には上海公共租界工部局董事会委員に当選した。1918年7月10日、第5回貴族院男爵議員選挙にて貴族院議員に選出され、公正会に属す。以来、第6回貴族院男爵議員選挙、第7回貴族院男爵議員選挙においても連続して貴族院議員に選出され、死去するまで活動した。1924年（大正13年）1月、清浦内閣の逓信大臣に就任し、同年6月に同内閣が総辞職するまで在任。
その他、上海紡織有限公司専務取締役、大正日日新聞社長、全国養蚕組合連合会会長、国際観光委員会委員、国立公園委員会委員長などを歴任した。
1933年に死去。しかし、継承者がいなかったことから、爵位が受け継がれることはなかった。

## 政策
貴族院議員として院の改革を主張し、1921年に独自の改革案を纏めた書籍を自費出版するなど、精力的に活動した。この改革案では、皇族議員以外の貴族院議員を「華族議員」と「勅任議員」の二つに大別し、双方を同数とすべきだと主張していた。具体的には、華族議員の定数削減と勅任議員の定数増加を想定しており、男爵議員であったにもかかわらず、華族の特権の行使について抑制的な考えを持っていた。さらに、貴族院議員の歳費全廃なども提案していた。
また、貴族院議員の選出方法についても、改革の必要性を訴えていた。華族議員については、従来は公爵と侯爵は一律に貴族院議員に任じられていたが、これを改め、公爵議員と侯爵議員の選出にも互選制を導入するよう提案した。勅任議員については、多額納税者議員の廃止を主張するとともに、勅選議員の選出に推薦制を導入するよう提案した。また、これらの議員とは別に、王公族や朝鮮貴族に対しても一定数を割り当てるよう提案した。

## 人物
議会では政府を鋭く追及し「カマキリ男爵」と呼ばれた。

## 略歴
- 1871年 - 誕生。
- 三井物産に入社、同社ロンドン支店長心得、本社人事課長兼調査課長、上海支店長等を経て取締役、その後大正日日新聞社長に就任[8]。
- 1918年 - 第5回貴族院男爵議員選挙当選。
- 1924年 - 逓信大臣（清浦内閣）。
- 1925年 - 第6回貴族院男爵議員選挙当選。
- 1932年 - 第7回貴族院男爵議員選挙当選。
- 1933年 - 死去。

## 家族
- 父・藤村紫朗 - 妻の珊は男爵片岡源馬の養女
- 弟・片岡和雄 - 磐城軌道社長。片岡源馬の養嗣子・片岡丈人の死跡を相続し襲爵。妻のあいは丈人の実姉で源馬の養女。
- 妹・安 - 熊本県士族・沢村雅雄弟晴雄の妻
- 妹・美代 - 山口県士族・木梨辰次郞の妻。娘婿に東大教授・児島喜久雄、大洋漁業社長・中部謙吉[9]。
- 妻・增喜 - 石川県士族・松平康徳養子[8]、中村之栄長女[10]

## 栄典
- 1915年（大正4年）11月7日 - 銀杯一組[11]

## 著作
- 藤村増喜編『東野遺稿』横井半三郎、1936年。